# Jeanne Alter
Jeanne Alter, più correttamente Jeanne d'Arc Alter, detta anche Jalter, è la versione oscura e malvagia di Jeanne d'Arc.
Conosciuta anche come "The Dragon Witch" e "The Wicked Witch of Vengeance", appare per la prima volta nel gioco mobile di successo Fate Grand Order, come boss e antagonista della Singolarità di Orléans, tuttavia il personaggio è diventato così popolare da renderla un Limited Servant ottenibile in determinate Summoning Campaign, oltre che a spingere le aziende produttrici di pezzi da collezionismo a creare e mettere in vendita svariate statue e action figure del personaggio, molto costose, ma anche molto dettagliate.
La popolarità di Jalter l'ha resa uno dei personaggi più amati di tutto il franchise di Fate, seconda, probabilmente, solo a Saber.

## Biografia del personaggio

### La Guerra dei Cent'anni dei Draghi Malvagi
Jeanne Alter compare per la prima volta come nemico principale del Master di Chaldea durante la Singolarità di Orléans. Distrutto dal dolore per la perdita di Jeanne d'Arc, bruciata sul rogo dall'Inquisizione Inglese pochi giorni prima, adirato con Dio per non aver protetto la sua serva più devota, e con la Francia per non aver tratto in salvo la sua salvatrice, Gilles de Rais, ormai impazzito, utilizzò uno dei sette Graal di Solomon per creare una Jeanne d'Arc che, al contrario dell'originale, desiderasse vendetta per la sua morte e provasse un odio impossibile da placare verso la Francia e la sua gente.
Appena evocata, Jeanne Alter utilizza i suoi poteri per convocare una serie di altri Servant, tra cui Vlad Tepes III, Carmilla e Lancelot, sottoponendoli al Mad Enchantment, cambiando le loro Classi originali in Berserker e assoggettandoli al suo volere, dopodiché da una dimostrazione della sua incredibile potenza evocando un esercito di viverne e, soprattutto, il feroce drago Fafnir, che diventerà la sua cavalcatura personale.
A seguito della creazione della Singolarità, diversi Servant cominciano, tuttavia, a venire evocati per affrontare la minaccia rappresentata dalla Dragon Witch, come Marie Antoinette, Mozart e la stessa Jeanne d'Arc, manifestazione della bontà e della compassione di cui Jeanne Alter si era liberata, i quali formeranno con il Master l'Alleanza degli Sterminatori di Draghi per mettere fine alle stragi che stavano venendo compiute dai Servant della Witch of Vengeance. Dopo una serie di aspre battaglie, a loro si unirà anche Siegfried, evocato a causa della presenza di Fafnir, che l'eroe aveva ucciso quando era in vita, e insieme partiranno all'attacco del castello di Orléans, la residenza di Jeanne Alter, ma saranno costretti prima a battersi con lo stesso Fafnir, desideroso di vendetta nei confronti di Siegfried; il drago, però, si rivela essere un nemico troppo potente per il gruppo e solo l'intervento della versione buona di Gilles de Rais, accompagnato da un reggimento di artiglieria, riuscirà ad uccidere la bestia e a proseguire verso la loro destinazione, dove, sotto suggerimento del malvagio Gilles de Rais, suo servitore e consigliere più fidato, Jeanne Alter stava tentando di evocare Re Artù.
L'Alleanza degli Sterminatori di Draghi arriva prima che la strega possa riuscire nel suo intento, e immediatamente scoppia una cruenta battaglia, dalla quale, però, Jeanne Alter uscirà sconfitta e ferita mortalmente.